# اکتبر نوامبر
 اکتبر نوامبر (به آلمانی: Oktober November) فیلمی در ژانر درام به کارگردانی گوتز اشپیلمن محصول سال ۲۰۱۳ کشور اتریش است. این فیلم در جشنواره فیلم تورنتو به نمایش درآمد.

## بازیگران
- سباستیان کخ
- پتر سیمونیشک
- اورزولا اشتراوس